# Połomia (powiat tarnogórski)

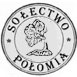
Pieczęć Połomi

Połomia (niem. Pohlom) – wieś sołecka w Polsce położona w województwie śląskim, w powiecie tarnogórskim, w gminie Tworóg.
W latach 1975–1998 miejscowość należała administracyjnie do województwa katowickiego.

## Charakterystyka
O ile większość gminy Tworóg jest porośnięta lasami, o tyle Połomię można uznać za wioskę rolniczą ze względu na otaczające ją pola. Przez Połomię przepływa rzeka Brzeźnica.

## Nazwa
Nazwa wsi Połomia oznacza „las z połamanymi drzewami”.
W okresie hitlerowskiego reżimu w latach 1936–1945 miejscowość nosiła nazwę Ostwalde.

## Historia
Połomia powstała w XIII wieku i jest obok Wojski i Świniowic jedną z trzech najstarszych wsi w gminie. Wiadomo, że Połomia istniała już przed 1290. Była wsią szlachecką, wchodziła w skład księstwa kozielskiego zhołdowanego później przez Czechy. Między rokiem 1431 a 1433 okolica została najechana przez husytów. Doszczętnie złupili oni kwitnącą wówczas wioskę i znajdujący się w niej kościół parafialny. Na krótko, pomiędzy 1474–1490 Połomia należała do Węgier. W 1742 znalazła się w państwie pruskim. Obszar ten był objęty II i III powstaniem śląskim. W czasie plebiscytu większość mieszkańców głosowała za przyłączeniem do Polski. Mimo to Połomia nie znalazła się w granicach II Rzeczypospolitej.